# Phyllachora atromaculans
Phyllachora atromaculans är en svampart som beskrevs av Syd. & P. Syd. 1913. Phyllachora atromaculans ingår i släktet Phyllachora och familjen Phyllachoraceae.   Inga underarter finns listade i Catalogue of Life.